# شهرستان نهبندان
شهرستان نهبندان یکی از شهرستان‌های استان خراسان جنوبی واقع در شرق ایران است. مرکز این شهرستان، شهر نهبندان است. این شهرستان از شهرهای سیستان کهن بوده که در تقسیمات کشوری به استان خراسان ملحق شده است.

## تاریخچه

بخشی از سیستان تاریخی که در مرزهای ایران کنونی جای دارد. منطقهٔ سیستان در ایران کنونی شامل شهرستان‌های زابل، زَهَک، نیمروز، هامون و هیرمند در استان سیستان و بلوچستان و شهرستان نهبندان در استان خراسان جنوبی است.

جغرافی نویسان قدیم عرب شهر «نه» یا «نیه» را از شهرهای سیستان شمرده‌اند چنانچه در بخشی از کتاب تاریخ یعقوبی که مربوط به وقایع قرن دوم هجری است آمده جمعی دعوت هاشمیون را لبیک گفته و بر حکومت وقت شوریدند برای سرکوبی انقلابیون در منطقه سیستان، شهر نه محلی بود که برای استراحت و مرکز پشتیبانی مورد استفاده قرار گرفت. این واقعه در سال ۱۱۱ هجری قمری اتفاق افتاد.
در کتاب تاریخ سیستان، از ۱۶ کوره (ولایتِ) متعلق به سیستان نام برده شده است:
که جبل نیهْ (نهبندان) را یکی از ولایت‌های متعلق به سیستان می‌داند.
ابن حوقل در قرن چهارم در کتاب (صوره الارض) دربارهٔ مسافت‌های سیستان می‌نویسد: از سیستان به جزأ سه منزل و فاصله فره و قرنین دو منزل و فاصله نه و فره یک منزل بزرگ است و این دو به روی یکدیگر و در سمت بیابان اند «نه» را در گذشته به فاصله کمی در باختر دریاچه زره (نام ولایتی در سیستان) در مرکز قهستان و بر لب کویر بزرگ دانسته‌اند. یاقوت و حمدالله مستوفی و مقدسی نیز اسم نه را برده‌اند. توصیف مقدسی در قرن چهارم از «نه» چنین است: «نه» باروئی دارد که جامع در آن است ساختمان‌هایش از گل است و بیشتر آبشان از کاریزهاست.
حمدالله مستوفی «نه» را از اقلیم سوم می‌داند و می‌گوید: ربع نیشابور است دور چند شهر است هوایش اکثر معتدل است. بعد از خرابیش اردشیر بابکان در مغاره شهر «نه» بساخت و آن را «نه» اردشیر نام نهاد. شاپور فرزند اردشیر حاکم خراسان بود از پدر آن شهر بخواست. اردشیر مضایقه کرد و گفت: تو نیز یکی بساز شاپور غیرت کرد و نیشابور ساخت و آن را نه شاپور نام کرد که به مرور ایام نیشابور شد. پیشینه «نه» که خاراکسی به وجود آن در زمان اسکندر مقدونی (۳۵۶–۳۲۳ قبل از میلاد) اشاره می‌کند حدوداً ۲۴ قرن سابقه تاریخی دارد.
این ناحیه کویری سرزمینی نسبتاً خشک و کم اب و علف به حساب می‌آید که آب اغلب قناتهای آن کمی شور و مانع رشد غلات و سایر نباتات می‌شود. اما این شرایط خاص کویری سبب شده‌اند که از دستبرد و هجوم بیگانگان، تا حدودی در امان بماند. تاریخ ایران بر اساس روایات داستانی تا اسکندر مقدونی پیش می‌آید و برخی پیدایش اسکندر و فتوحات او را حد نهایی تاریخ شرق قدیم تصور می‌کنند. پس از آن سلسله ساسانی در دنبال تاریخ داستانی رخ می‌نماید اما از زمان اسکندر تا اردشیر ساسانی هم که ظاهراً بانی شهر «نه» بوده است تاریخ چهره چندان روشنی ندارد. اگر چه همین تاریخ به آبادانی نه در دوران اسکندر گواهی می‌دهد.

## دربارهٔ شهرستان
شهرستان نهبندان به اقتضای موقعیت طبیعی آن و مجاورت با کویر، دشتی نسبتاً وسیع واقع شده است. از نظر ناهمواری این شهرستان در شمال مشتمل بر ارتفاعاتی است که قلل آن به ۲۵۰۰ متر می‌رسد کوه سرخ – کوه بیدمشک – کوه بوبک از جمله این ارتفاعات است. در بخش غربی شهرستان نیز شاهکوه که بلندترین نقطه آن ۳۷۳۲ متر ارتفاع دارد واقع گردیده است. بقیه سطح شهرستان مشتمل بر دشت‌های هموار نظیر سرچاهشو، سهل آباد، چاهداشی، دهسلم و نهبندان می‌باشد که ارتفاع این دشت‌ها حدود ۱۰۰۰ متر از سطح دریاست به‌طور کلی جهت شیب در شهرستان نهبندان از جنوب و جنوب غربی بوده به‌طوری‌که در قسمت شرقی و جنوب شرقی به دشت سیستان و در جنوب و جنوب غربی به بیابان لوت منتهی می‌گردد. در جهت جنوب غربی – جنوب شرقی ارتفاعات شرق دشت سهل آباد (کوه آتشکده با۲۱۵۹ متر) واقع شده که در نهایت به کوه بهاران می‌پیوندد.
یک رشته ارتفاعات در جهت شمال غرب – جنوب شرق (کوه سناجان با ۲۰۱۲ متر) است که در غرب دشت سهل آباد واقع گردیده و به ارتفاعات کوه هاری که بلندترین نقطه متر ارتفاع دارد می‌پیوندد. شهرستان نهبندان از شمال به کوه‌های کم ارتفاع بهاران محدود می‌شود این کوه‌ها در شمال دشت سهل آباد و چاهدراز واقع گردیده و مشجرترین کوه‌های شهرستان هستند.

### اقوام اولیه ساکن در شهرستان نهبندان و ویژگی‌های خاص آن
در حوزه نهبندان کنونی اقوامی هستند که احتمالاً پیوند قومی آن‌ها به اقوام قبل از تاریخ در این منطقه می‌رسد. در این ناحیه، کوهستانی به نام سند یا (استند) وجود دارد و اقوامی به همین نام در آنجا زندگی می‌کنند. نمونه‌ای از این طایفه در مشرق دهسلم در کوه چاهرویی دیده می‌شوند که چادرنشین و گله دارند و با بلوچ هم هیچ قرابتی ندارند. از نظر قومیت مردم این منطقه از اقوام آریایی و از تیره پارت‌ها و سکاها می‌باشند که از زمان‌های قبل از اسلام در این منطقه زندگی می‌کرده‌اند.
اقوام عرب نیز در منطقه‌ای به نام عربخانه که یکی از دهستان‌های این شهرستان می‌باشد سکنی گزیده‌اند. عرب‌های عربخانه از بازماندگان اعراب می‌باشند که جزو سپاهیان حازم بن خزیمه در سال ۱۵۰ هجری قمری برای سرکوبی قیام مردم خراسان و مردم سیستان به این منطقه آمده بودند.
نهبندان از شرق به کوه‌های گرم (که چشمه خورشید در آن‌ها جاریست و قلعه شاهدژ که از قلاع اسماعیلیان است بر بلندای همین کوه‌ها ساخته شده است) از غرب به بلندی‌های کوه‌های چشمه، شاه کوه، کوه هاری و از جنوب به دامنه کوه‌های استند محدود می‌شود. متراکمترین ارتفاعات در غرب (کوه هاری۲۷۰۸)قرار دارند و پس از آن ارتفاعات شمال شرقی و سپس ارتفاعات بهاران و کوه سناجان هستند.

## جمعیت
بر پایه سرشماری عمومی نفوس و مسکن در سال ۱۳۹۵ جمعیت این شهرستان ۵۱٬۴۴۹ نفر (در ۱۴٬۱۸۵ خانوار) بوده است.

## محصولات
از محصولات کشاورزی شهرستان نهبندان می‌توان به عنّاب، خرما [پسته]، زعفران، زرشک، انار، گردو و… اشاره نمود. محصول ارزشمند نهبندان سنگ آن است؛ چه سنگ‌های قیمتی معدن قلعه زری و چه سنگ‌های زیبای گرانیت سیاه و سفید آن که بسیار هم مقاوم هستند
از سنگ‌های نهبندان برای سنگ‌فرش صحن‌های حرم علی بن ابی‌طالب در نجف نیز استفاده شده است.

## تقسیمات کشوری
شهرستان نهبندان دارای ۳ بخش، ۸ دهستان و ۲ شهر به شرح زیر است:

### شهرستان نهبندان
| بخش     | مرکز بخش | جمعیت بخش ۱۳۹۵ | نام دهستان  | مرکز دهستان | جمعیت دهستان ۱۳۹۵ | شهر      | جمعیت شهر ۱۳۹۵ |
| ------- | -------- | -------------- | ----------- | ----------- | ----------------- | -------- | -------------- |
| مرکزی   | نهبندان  | ۳۵٬۲۵۲ نفر     | نه          | خوان شرف    | ۱۰٬۳۳۹ نفر        | نهبندان  | ۱۸٬۳۰۴ نفر     |
| مرکزی   | نهبندان  | ۳۵٬۲۵۲ نفر     | بندان       | بندان       | ۴٬۳۷۲ نفر         | نهبندان  | ۱۸٬۳۰۴ نفر     |
| مرکزی   | نهبندان  | ۳۵٬۲۵۲ نفر     | میغان       | میغان       | ۲٬۲۳۷ نفر         | نهبندان  | ۱۸٬۳۰۴ نفر     |
| شوسف    | شوسف     | ۸٬۵۶۷ نفر      | شوسف        | شوسف        | ۳٬۰۲۲ نفر         | شوسف     | ۳٬۱۸۱ نفر      |
| شوسف    | شوسف     | ۸٬۵۶۷ نفر      | گرم تمام ده | گرم تمام ده | ۲٬۳۶۴ نفر         | شوسف     | ۳٬۱۸۱ نفر      |
| سرداران | دهک      | ۸٬۱۶۰ نفر      | عربخانه     | دهک         | ۴٬۱۳۵ نفر         | ******** | ********       |
| سرداران | دهک      | ۸٬۱۶۰ نفر      | سهل‌آباد     | سهل‌آباد     | ۲٬۲۳۲ نفر         | ******** | ********       |
| سرداران | دهک      | ۸٬۱۶۰ نفر      | سیدال       | سیدال       | ۱٬۷۹۳ نفر         | ******** | ********       |